# Erica vagans
Erica vagans är en ljungväxtart som beskrevs av Carl von Linné. Erica vagans ingår i släktet klockljungssläktet, och familjen ljungväxter. Inga underarter finns listade i Catalogue of Life.

## Bildgalleri

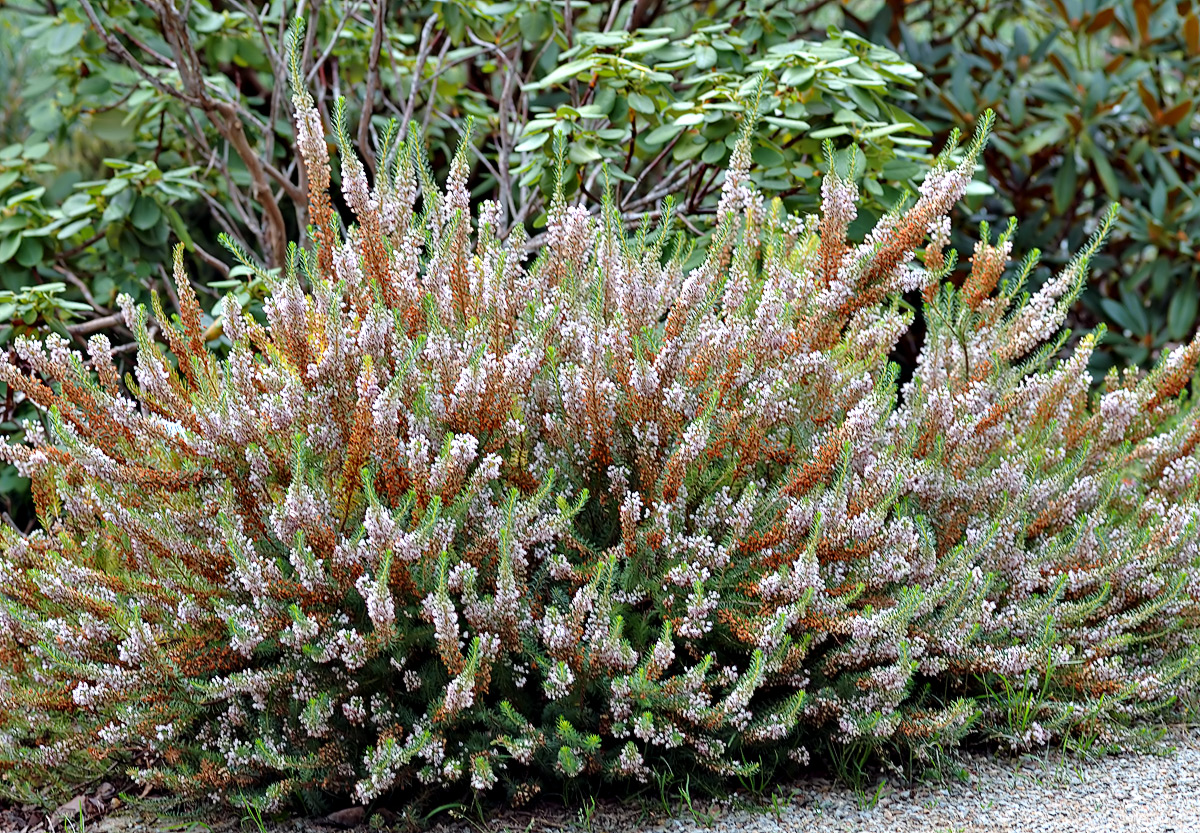
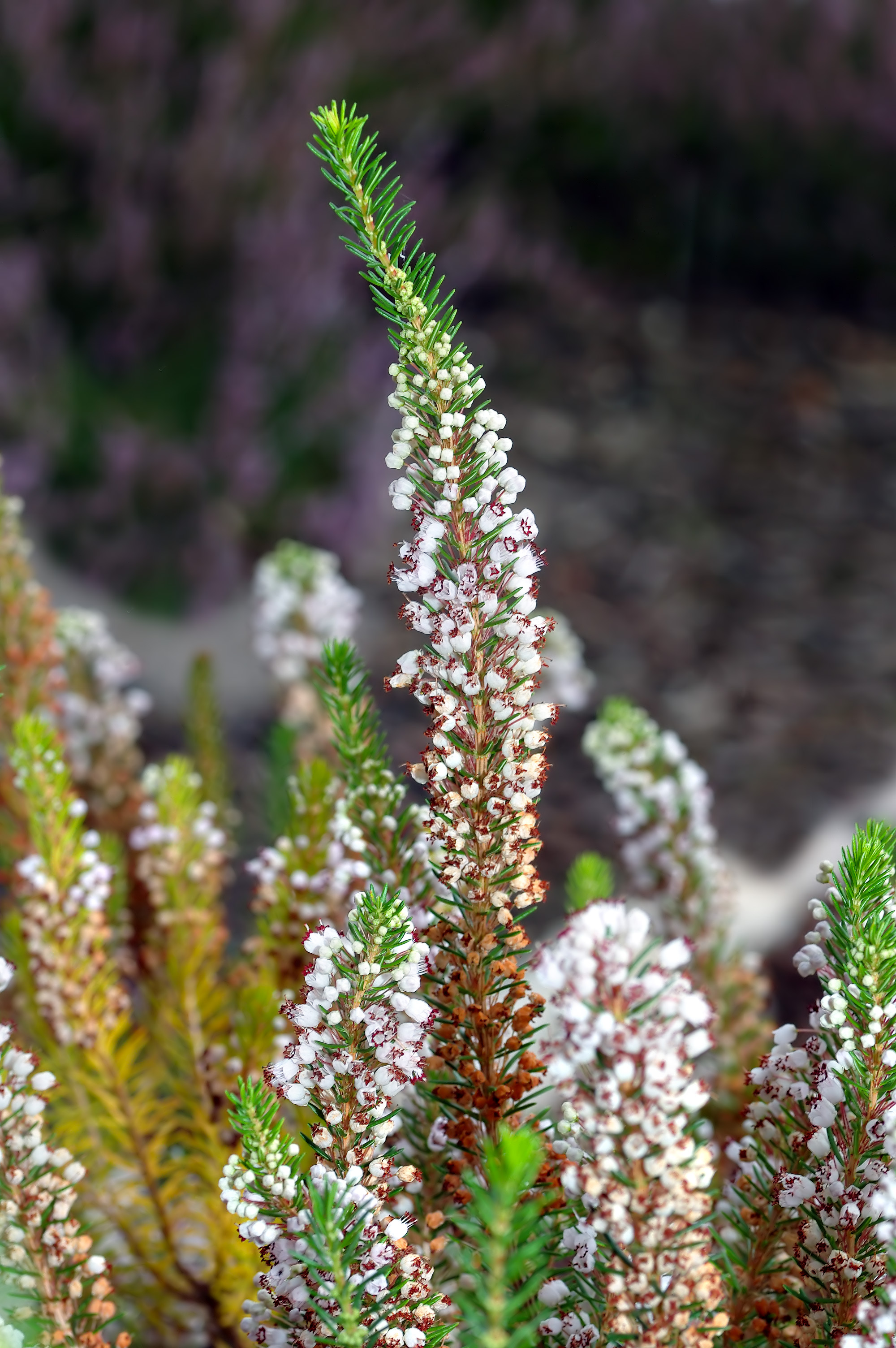
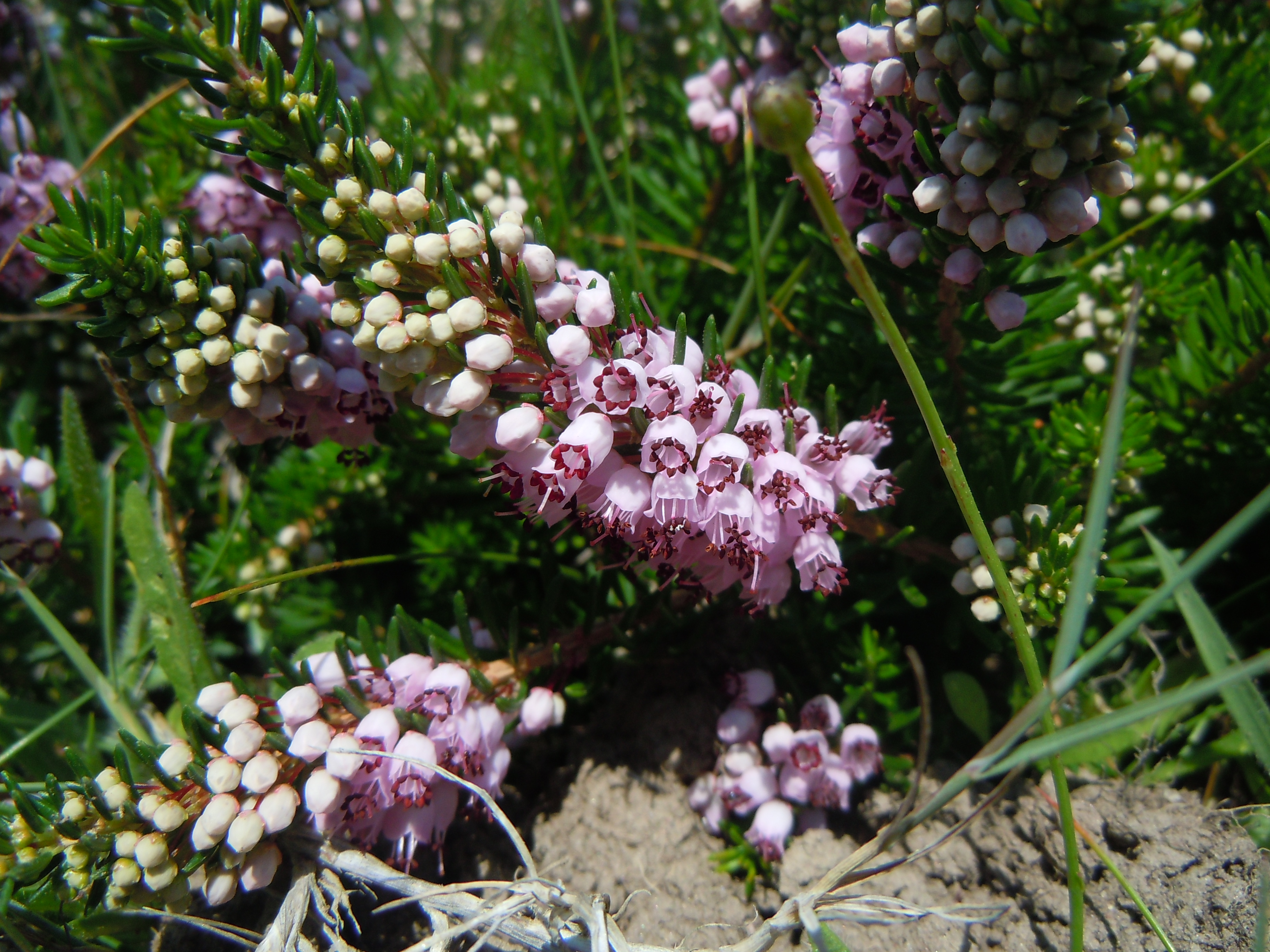
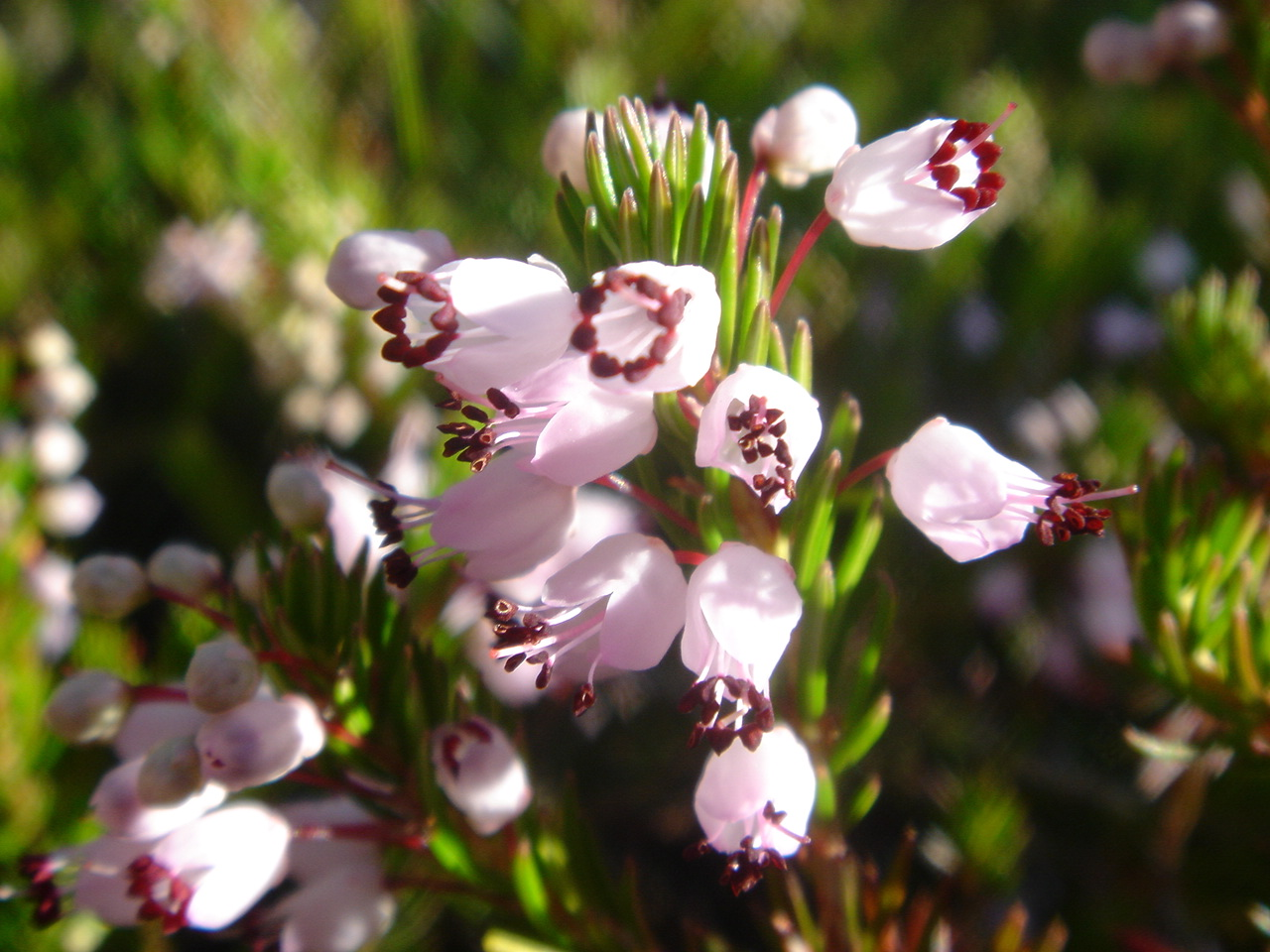
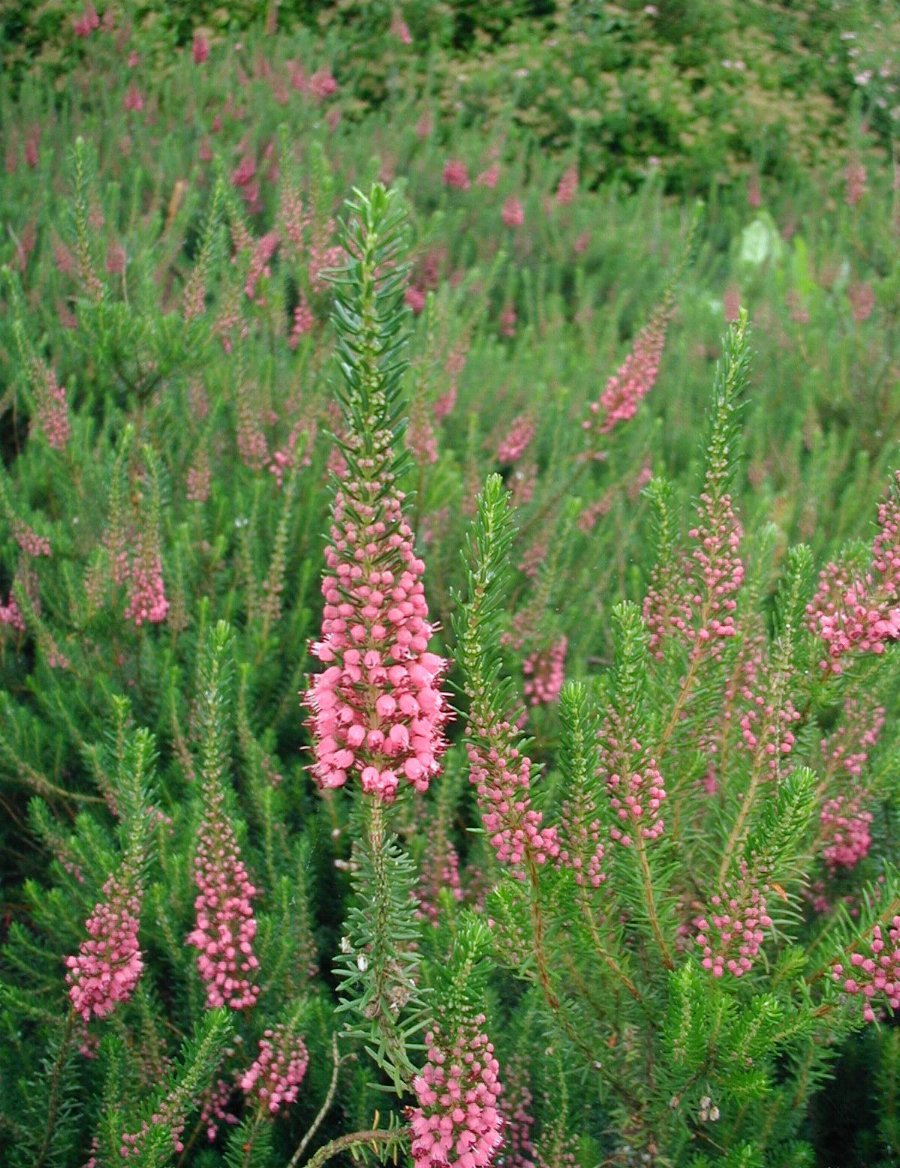
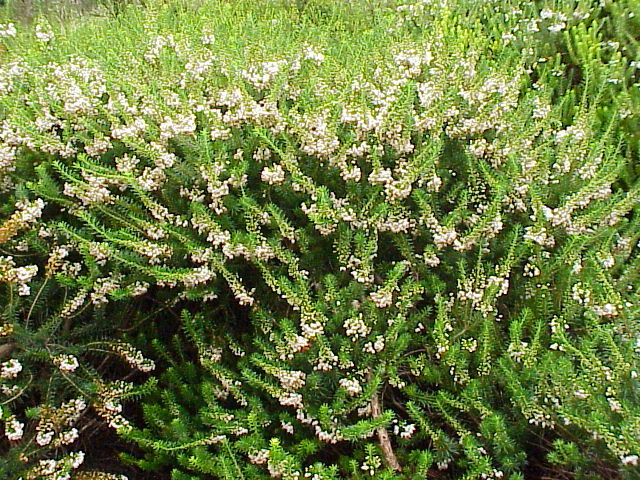